# 哈蓬灣
哈蓬灣（英語：Harpon Bay），是南極洲的海灣，位於南喬治亞島，處於默瑟灣以東的昆伯蘭西灣南部，寬2公里，由瑞典探險隊繪入地圖，現時由英國海外領土管轄。